# Малеев, Артемий Евгеньевич
Артемий Евгеньевич Малеев (4 мая 1991, Омск) — российский футболист, полузащитник.

## Биография
Начинал заниматься футболом в СДЮСШОР-20 «Динамо» (Омск). В 15-летнем возрасте перешёл в академию московского «Спартака», в 2007—2008 годах играл за его молодёжную команду в первенстве ЛФЛ, а в 2009—2011 годах сыграл 41 матч в турнире молодёжных составов премьер-лиги.
Участвовал в Универсиаде-2011 в китайском Шэньчжэне в составе студенческой сборной России. Также выступал за юношеские сборные России. Был в составе молодёжной сборной России на Кубке Содружества-2012, но на поле не выходил.
С сентября 2011 года начал выступать на взрослом уровне. Провёл один сезон в составе «КАМАЗа» в Первенстве ФНЛ, затем несколько лет выступал за клубы Второго дивизиона России, в том числе два с половиной сезона — за курский «Авангард». С 2016 года в течение полутора лет выступал за «Балтику» в ФНЛ.
В 2018 году играл в чемпионате Латвии за «Спартак» (Юрмала). Дебютный матч сыграл 1 апреля 2018 года против «Елгавы». Участвовал в квалификационных матчах Лиги чемпионов и Лиги Европы, забил гол сан-маринской команде «Ла Фиорита».
В январе 2019 года подписал контракт с клубом «СКА-Хабаровск».
В июле 2021 года подписал контракт с клубом «Тюмень».
30 июня 2022 года подписал контракт с «Новосибирском», за который дебютировал 24 июля, выйдя в стартовом составе в поединке первенства. В конце марта 2023 года на собрании игроков клуба был выбран вице-капитаном команды.